# آمیموز
آمیموز روستایی در استان نیانزا، کنیا می‌باشد.